# Erik Magnus Staël von Holstein
Le baron Erik Magnus de Staël-Holstein, né le 25 octobre 1749 à Loddby, dans l'Östergötland (Ostrogothie, en français) et mort le 9 mai 1802 à Poligny dans le Jura, est un baron et un diplomate suédois.

## Biographie

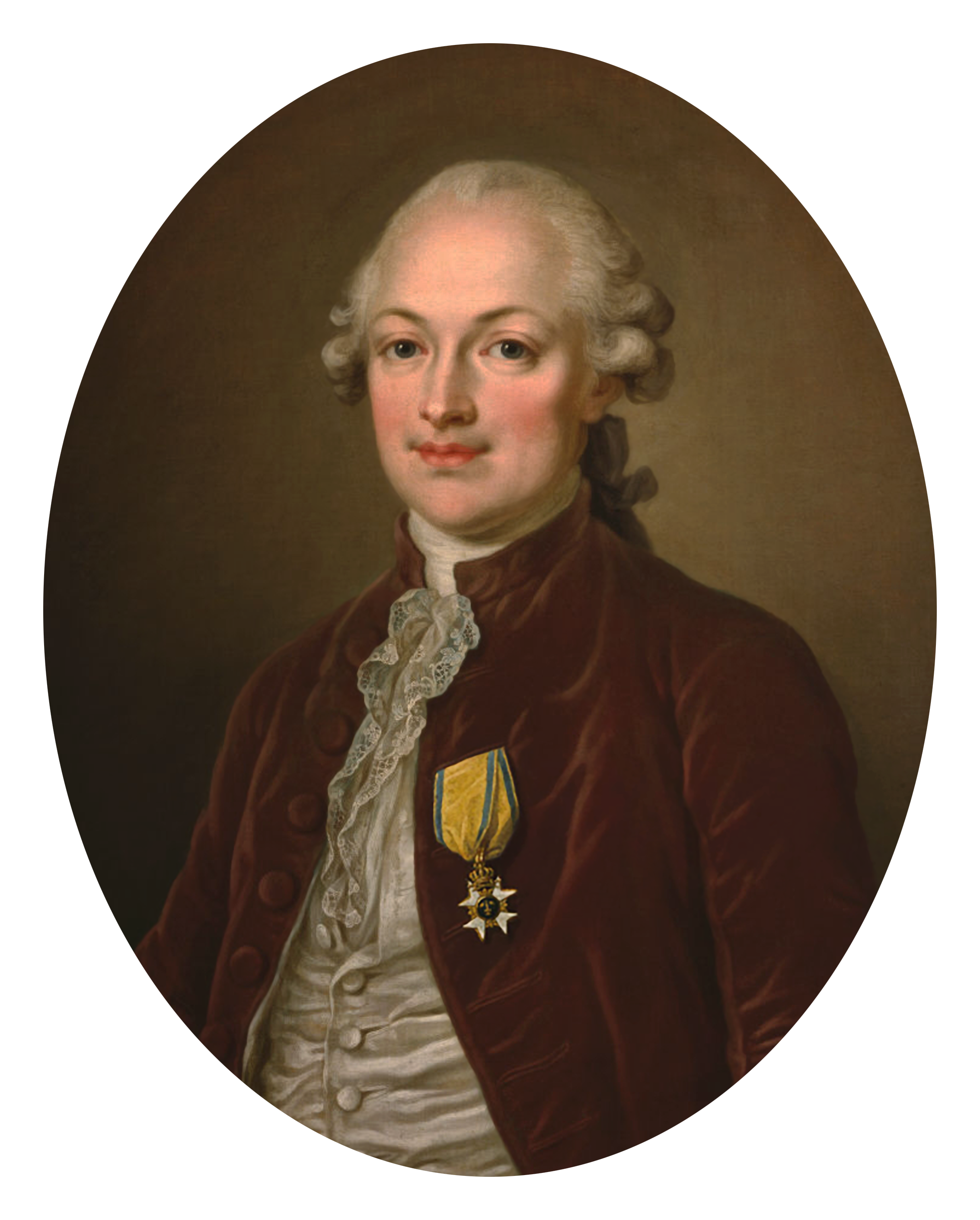
Erik Magnus Staël von Holstein en 1796.

Le baron de Staël appartient à l'illustre famille Staël von Holstein, originaire d'Allemagne et de Livonie. Engagé volontaire dans l'infanterie d'Ostrogothie en 1760, sergent en 1763, porte-fanion en 1768, lieutenant au régiment de Sudermanie en 1772 puis capitaine, il devient en 1776 chambellan de la reine Sophie Madeleine. En 1783, il est nommé chargé d'affaires à la Cour de France puis, en 1785, ambassadeur en France. Le 21 janvier 1786, il se marie avec Germaine (qui sera connue sous le nom de Madame de Staël), la fille du ministre français Necker. Le couple a plusieurs enfants :
- Gustava Sofia Magdalena, née en 1787, morte en bas âge ;
- Gustava Hedvig, née en 1789, morte en bas âge ;
- Ludvig August (Louis-Auguste, en français), né le 1er septembre 1790, mort en France en 1827, et donc dernier représentant de sa lignée. Marié en 1827 à Adèle Vernet. Il a été dit qu'il serait le fils biologique du comte de Narbonne (1755-1813), qui serait lui-même le fils illégitime du roi Louis XV ;
- Mattias Albrekt, né le 2 octobre 1792. Enseigne de cavalerie. Tué en duel le 12 juillet 1813 à Buchtenberg dans le Mecklembourg ;
- Hedvig Gustava Albertina (Albertine en français), née le 8 juin 1798, morte à Paris le 28 septembre 1838. Mariée le 20 février 1816 à Pise au ministre français des Affaires étrangères, le prince Victor de Broglie. Son père biologique est peut-être Benjamin Constant.

Il reçoit le titre de baron en 1788. Après son départ de France en 1793, il est nommé ministre à Copenhague. Le 23 février 1795, il est nommé ministre plénipotentiaire suédois auprès de la République française, avant d'être rappelé de nouveau le 14 août 1796, puis occupe de nouveau ces fonctions du 3 avril 1798 au 20 juin 1799.
Il se retire à Paris et meurt le 9 mai 1802 (19 floréal an X) à Poligny (Jura) en se rendant aux thermes d'Aix-les-Bains.